# Emmalocera
Emmalocera is een geslacht van vlinders van de familie snuitmotten (Pyralidae), uit de onderfamilie Phycitinae.

## Soorten
- E. actinoleuca Hampson, 1918
- E. albicostalis Hampson, 1900
- E. anerastica (Snellen, 1879)
- E. aurifusellus Walker, 1866
- E. castanealis Hampson, 1912
- E. cinerella (Marion, 1957)
- E. costella (Ragonot, 1888)
- E. ematheudella Joannis, 1930
- E. endopyrella Hampson, 1918
- E. eremochroa Hampson, 1918
- E. erythrinella (Ragonot, 1888)
- E. flavodorsalis Janse, 1922
- E. gensanalis South, 1901
- E. holorhoda Hampson, 1908
- E. lacticostella Turati, 1929
- E. laminella Hampson, 1901
- E. lateritiella Hampson, 1918
- E. latilimbella (Ragonot, 1890)
- E. leucocinctus Walker, 1863
- E. leucopleura (Hampson, 1918)
- E. leucopleurella Ragonot, 1888
- E. longiramella Hampson, 1901
- E. lutosa Janse, 1922
- E. nigricostalis (Walker, 1863)
- E. ochracealis Hampson, 1912
- E. paludicola Turati, 1930
- E. phaeoneura Hampson, 1918
- E. polychroella Hampson, 1918
- E. promelaena Hampson, 1896
- E. purpurella (Marion, 1957)
- E. purpureotincta Hampson, 1896
- E. roseistrigella Hampson, 1896
- E. rotundipennis Joannis, 1930
- E. sanguifusalis (Hampson, 1910)
- E. sarcoida (Hampson, 1918)
- E. scripta (de Joannis, 1927)
- E. simplicipalpis Strand, 1920
- E. strigicostella (Hampson, 1896)
- E. subconcinnella Ragonot, 1890
- E. tumidicostella Ragonot, 1888
- E. umbricostella Ragonot, 1888
- E. umbrivittella Ragonot, 1888
- E. unitella de Joannis, 1927
- E. veniliella Hampson, 1918
- E. venosella Wileman, 1911